# Людське око

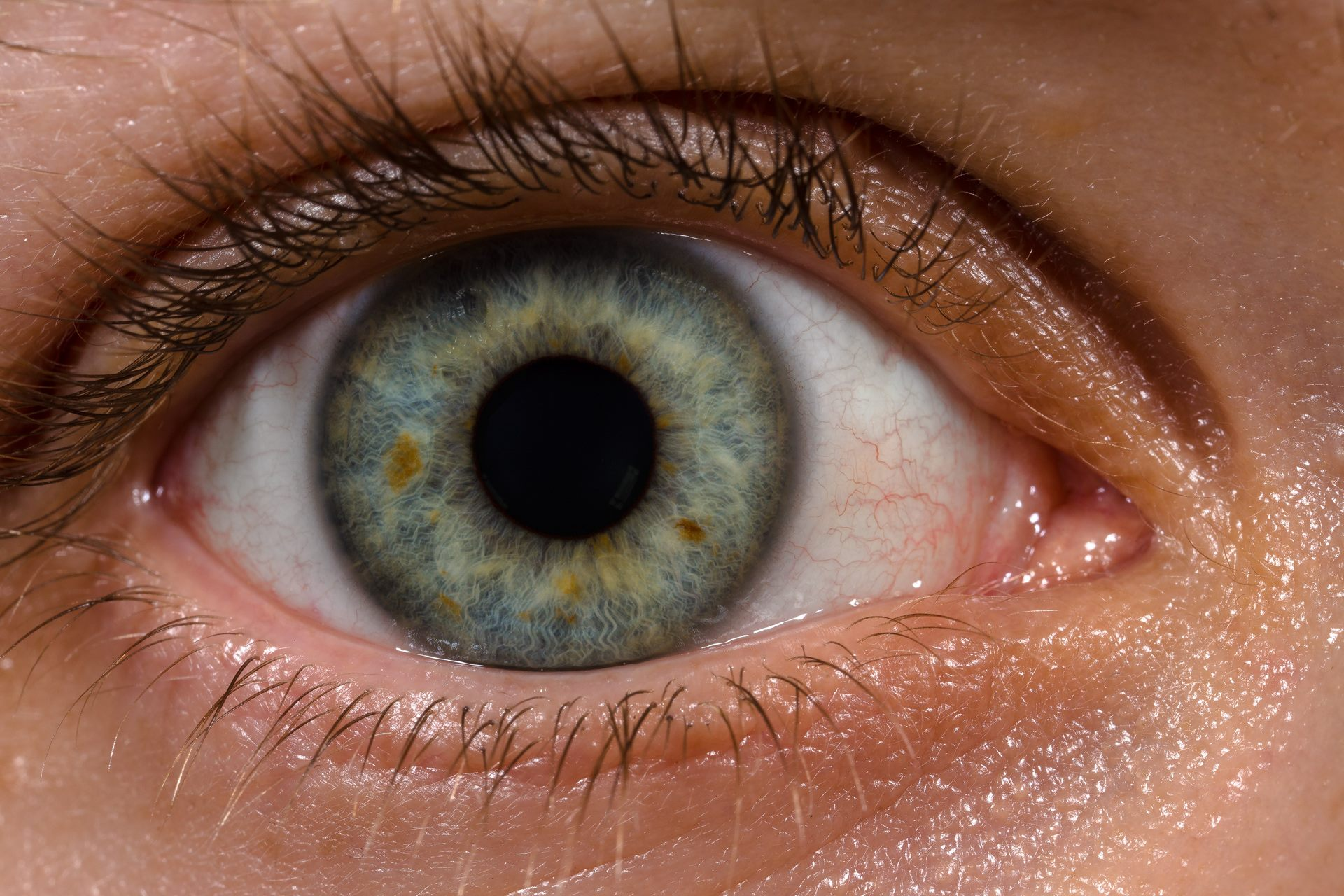
Кровоносні судини можна побачити в склері, а також як сильне лімбальне кільце навколо райдужки.

Людське око — орган, який фізіологічно відповідає на світло і тиск. Як орган чуття, око ссавців забезпечує зір. Людські очі допомагають отримувати тривимірні, рухомі, кольорові зображення, здебільшого, у денний час. Палички і колбочки в сітківці дозволяють свідоме сприйняття світла і уможливлюють зір, зокрема розподіл кольорів і сприйняття глибини. Людське око може розрізняти близько 10 мільйонів кольорів і, можливо, здатне навіть виявляти одиничний фотон.
Людське око як частина сенсорної нервової системи, сприяє людям використовувати зорові можливості з різною метою, зокрема, для утримання рівноваги та підтримання циркадного ритму.
Подібно до очей інших ссавців, у людського ока світлочутливий ганглій у сітківці отримує світловий сигнал, що впливає на зміну розміру зіниць та виділення гормону мелатоніну.

## Загальне
Око можна розглядати як живий оптичний прилад. Він має приблизно кулеподібну форму, а його зовнішні шари, як-от верхня біла частина ока (склера) і один із його внутрішніх шарів (пігментована судинна оболонка), забезпечують непроникність ока, за винятком його оптичної осі. Одна за одною уздовж оптичної осі, зорові складові розміщені: від першої лінзи (рогівка — прозора частина ока), яка виконує більшу частину скупчення світла від зовнішнього світу; потім отвір (зіниця) у діафрагмі (райдужна оболонка — кольорова частина ока), котра відповідає за кількість світла, що потрапляє всередину ока; потім інша лінза (кришталик), яка виконує решту фокусування світла в зображеннях; далі світлочутлива частина ока (сітківка), куди потрапляють і де обробляються зображення. Інші складові ока зберігають його у потрібному стані, живлять і підтримують, захищають. Три типи клітин у сітківці ока, перетворюють світлову енергію на електричну енергію, котра використовується нервовою системою: палички реагують на світло низької яскравості та допомагають сприйняттю чорно-білих зображень із низькою роздільною здатністю; колбочки відповідають на світло високої яскравості та забезпечують сприйняття кольорових зображень високої роздільної здатності; і нещодавно виявлені фоточутливі гангліозні клітини відгукуються на повний діапазон яскравості світла та сприяють керуванню кількістю світла, котре досягає сітківки, підтримують і пригнічують гормон мелатонін, а також залучають циркадний ритм.

## Поле зору
Як зазначено вище, око людини, не є у вигляді взірцевої кулі, а швидше подібне до приплющеного подвійного округлого утворення, що складається з передньої частини і задньої складової. Передня частина ока складається з рогівки, райдужки і кришталика. Рогівка прозора і більш вигнута, та пов'язана з більш широкою задньою частиною, у складі склистого тіла, сітківки, судинної оболонки і зовнішньої оболонки, так званої білої склери. Рогівка, здебільшого, сягає близько 11.5 мм (0.3 дюйма) в діаметрі і 1/2 мм (500 мкм) завтовшки в центрі. Задня камера становить близько п'яти шостих усього ока; його діаметр становить близько 24 мм. Рогівка і склера з'єднані ділянкою, яка називається лімбом. Райдужна оболонка — забарвлене кільцеве утворення, що розташоване концентрично навколо центру ока, зіниці, яка здається чорною. Розмір зіниці, який змінюється від кількість світла, що надходить в око, керується дилататором і сфінктером м'язів райдужної оболонки ока.
Енергія світла проникає в око крізь рогівку, потім зіницю, а далі крізь кришталик. Форма кришталика змінилася для ближнього фокусування (акомодації) і контролюється циліарним м'язом. Фотони, потрапляючи на світлочутливі клітини сітківки (колбочки і палички) перетворюються на електричні сигнали, котрі передаються в мозок по зоровому нерву і обертаються там на зір і сприйняття навколишнього світу.

## Бачення

### Розмір

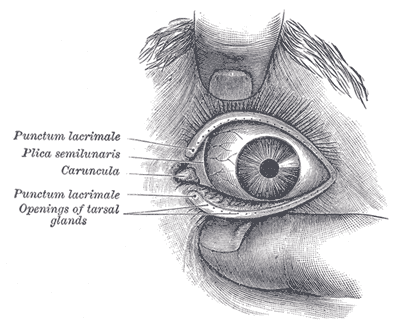
Зовнішні частини ока.

Розміри ока зазвичай, відрізняються серед дорослих тільки одним або двома міліметрами, залежно від різних національностей. Вертикальні вимірювання, здебільшого, менше, ніж по горизонталі, становлять близько 24 мм. Поперечний розмір ока дорослої людини становить приблизно 24.2 мм, а сагітальний розмір становить 23,7 мм без суттєвої відмінності між статями і віковими групами. Значна кореляція була виявлена між поперечним діаметром і шириною орбіти (р = 0.88). Типове доросле око має спереду назад діаметр 24 мм, об'ємом шість кубічних сантиметрів (0.4 кр. ст.), і масою 7,5 г (вага 0,25 унції.).[джерело?]

Схематична діаграма людського ока.

### Складові
Око  складається з трьох шарів або пластів, котрі вміщують різні анатомічні структури. Верхній шар, відомий як фіброзна оболонка і складається з рогівки і склери. Середній шар складається з судинної оболонки, циліарного тіла, пігментного епітелію та райдужної оболонки. Внутрішнім шаром є сітківка, яка отримує кисень із судинної оболонки (ззаду), а також судини сітківки (наперед).

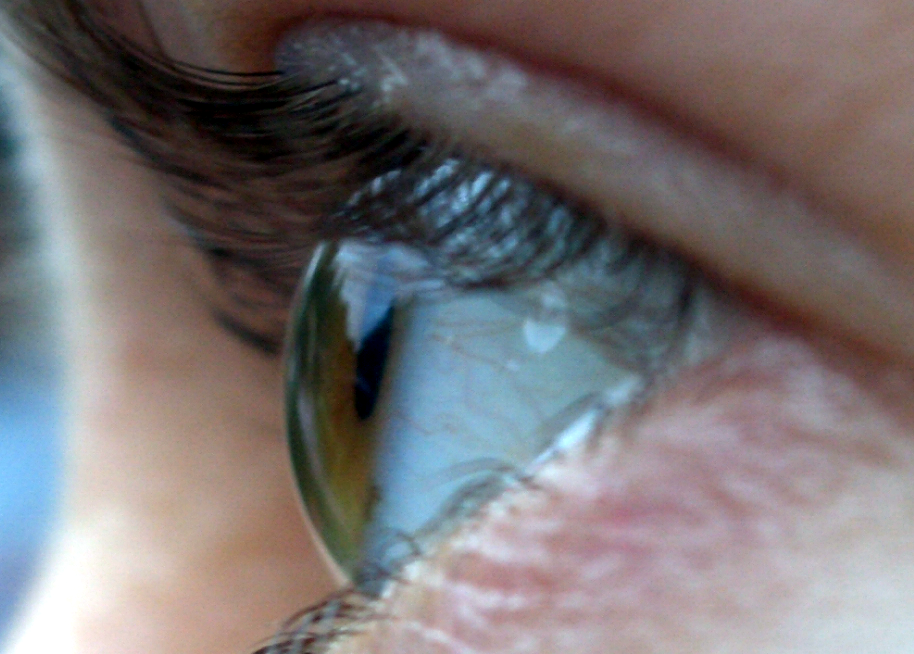
Бічний вигляд людського ока, що показує зміну райдужної оболонки і зіниці повернуті до глядача через оптичні властивості рогівки і водянистої речовини.

Простір ока заповнено водянистою вологою спереду між рогівкою, кришталиком і склоподібним тілом, желеподібною речовиною, за кришталиком, заповнюючи всю порожнину ззаду. Внутрішньоочна речовина являє собою прозору водянисту рідину, яка міститься в двох місцях: у передній камері ока - між рогівкою і райдужкою, і у задній камері між райдужною оболонкою і кришталиком. Кришталик підвішений до війкового тіла за допомогою підвішувальної зв'язки (циннової зв'язки), що складається із сотень тонких прозорих волокон, які передають м'язові імпульси, щоби змінити форму кришталика для    акомодації (фокусування). Склоподібне тіло є прозорим та утворено з води й білків, що надає йому желеподібний і липкий вигляд.
Поле зору людського ока залежить від анатомії обличчя, але огляд зазвичай: 30° покращений (вгору, обмежений чолом), 45° назальний (до носа), 70° нижній (вниз), і 100° скроневий (до скронь). Для обох очей змішане (бінокулярне) поле зору - 100° по вертикалі і 200° по горизонталі. При перегляді під великим кутом збоку, райдужну оболонку та зіницю все ще можна побачити, що вказує на здатність людини до периферичного зору під таким кутом.

## Наближена реакція
Коригування близького бачення складається з трьох процесів, щоби сфокусувати зображення на сітківці.

### Рух зіниць (вергенція)

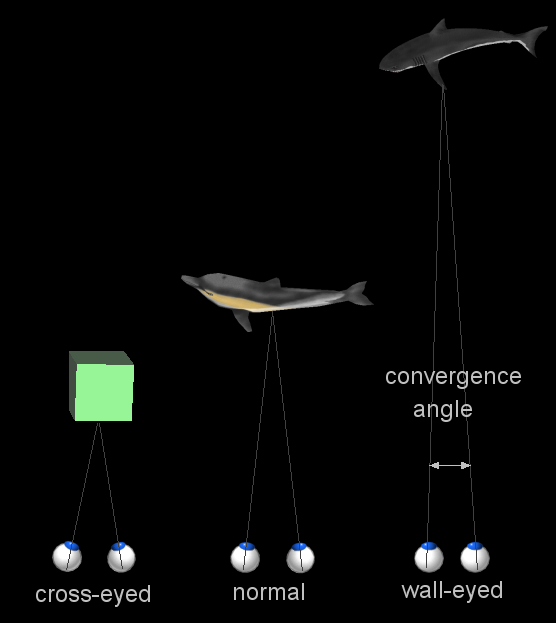
Двоє очей сходяться, щоб вказувати на той же об'єкт.

Коли істота з бінокулярним зором дивиться на предмет, очі повинні обертатися навколо вертикальної осі, щоби проєкція зображення потрапляла в центр сітківки на обох очах. Дивлячись на об'єкт, що поруч, очі обертаються назустріч одне одному (конвергенція), тоді як для об'єкта, що далеко, вони обертаються незалежно одне від одного (дивергенція).

### Звуження зіниць
Кришталики не заломлюють промені світла на їх краях, оскільки вони не можуть зміститись ближче до центру. Зображення, отримане за допомогою будь-яким кришталиком, завжди трохи розмито по краях (сферична аберація). Його можна звести до найменшого значення шляхом скринінгу периферійних світлових променів і дивлячись більш цілеспрямовано у центр. В оці, зіниця служить цій меті, звужуючись тоді як око зосереджується на прилеглих об'єктах. Невеликі отвори також збільшують глибину різкості, дозволяючи ширшому спектру бути "у фокусі" зору. Отже, зіниця має подвійне призначення у ближньому зорі: для зменшення сферичної аберації та збільшення глибини різкості.

### Акомодація кришталика
Зміна кривини кришталика здійснюється за допомогою циліарного м'яза , що оточує кришталик; цей процес називається "акомодація". Акомодація звужує внутрішній діаметр циліарного тіла, яке насправді послаблює волокна відкладальної зв'язки, прикріпленої до країв кришталика, і дозволяє йому відпочити в більш опуклій або кулястій формі. Більш опуклий кришталик заломлює світло дужче і скупчує розбіжні промені світла від ближніх предметів на сітківці, що дозволяє ближчі об'єкти привести у фокус краще.

### Вестибуло-окулярний рефлекс
Основна стаття: Окоруховий нерв
Вестибуло-окулярний рефлекс — рефлекторний рух очей, який усталює зображення на сітківці під час руху голови, створюючи рух очей у напрямку, протилежному до повороту голови, у відповідь на нейронний сигнал від вестибулярної системи внутрішнього вуха, в такий спосіб підтримуючи зображення в центрі поля зору. Наприклад, коли голова рухається праворуч, очі рухаються ліворуч. Це стосується рухів голови вгору та вниз, вліво та вправо, а також нахилів праворуч та ліворуч, усі вони забезпечують роботу очних м’язів для підтримки стабільності зору. 

### Плавне переслідування
Очі також можуть стежити за рухомим предметом. Це відстеження є менш точним, ніж вестибуло-окулярний рефлекс, оскільки вимагає від мозку обробки вхідної зорової інформації, та забезпечення зворотного зв’язку. Пильнувати об’єкт, що рухається з постійною швидкістю, відносно легко, хоча очі часто роблять сакади, щоби не відставати. Плавний рух переслідування, може здвигати око зі швидкістю до 100°/с у дорослих людей. Важче візуально оцінити швидкість в умовах слабкого освітлення або під час руху, якщо немає іншої точки відліку для визначення швидкості. 

### Опто-кінетичний рефлекс
Основна стаття: Окоруховий нерв
Опто-кінетичний рефлекс (або оптокінетичний ністагм) усталює зображення на сітківці за допомогою зорового зворотного зв'язку. Це виникає, коли вся візуальна сцена переміщується по сітківці, викликаючи обертання ока в тому ж напрямку та зі швидкістю, котра якомога зменшує рух зображення на сітківці. Коли напрямок погляду відхиляється надто далеко від напряму вперед, виробляється протилежна сакада, щоби повернути погляд до центру поля зору. Наприклад, дивлячись крізь вікно на поїзд, що рухається, очі можуть на короткий час зосередитися на рухомому складі (утримуючи його на сітківці), доки поїзд не вийде з поля зору. У цю мить око повертається до точки, де воно вперше побачило потяг (через сакаду).

## Клінічне значення

### Фахівці з догляду за очима
Людські очі мають достатньо складностей і величезну важливість, щоби виправдати особливу увагу і турботу, крім обов'язків лікаря загальної практики. Такі фахівці виконують різні завдання в окремих країнах. Можливості фахівців з догляду за очима, можуть збігатися у своїх привілеях з догляду за пацієнтами. Наприклад, як офтальмолог (M.D.), так і оптометрист (O.D.) є професіоналами, які діагностують захворювання очей і можуть призначити лінзи для корекції зору. Однак, лікар-офтальмолог, переважно, має ліцензію на виконання операцій і здійснення набору процедур для лікування хвороб очей.
До фахівців з догляду за очима належать:      
- Окулісти
- Офтальмологи
- Оптометристи
- Оптики
- Ортоптики

### Про що свідчать очі
Вважається, що Марк Тулій Цицерон, є автором латинського вислову «Очі — дзеркало душі».
Важливість очей для людини, підкреслював у власному філософському роздумі «Про розум і віру як “Два ока душі”», Василь (Липківський) український релігійний діяч, церковний реформатор, проповідник, педагог, публіцист, письменник і перекладач, борець за автокефалію українського православ'я, творець і перший митрополит Київський і всієї України відродженої 1921 року Української Автокефальної Православної Церкви.

#### Погляд (зір)
Зазвичай, люди роблять припущення про особистість зустрічного, виходячи з того, як він поводиться під час розмови: чи дивиться людина в очі, чи навпаки відводить погляд. 
Зустріч поглядом може мати надзвичайну силу, адже очі багато розповідають про особу, а зорова взаємодія з іншою людиною, змінює наше враження про неї.
Наприклад, зустріч очима з іншою людиною здатна так захопити нашу увагу, що ми на мить дійсно припиняємо усвідомлювати, що відбувається навколо. Крім того, коли хтось зустрічається із кимось поглядом, в його мозку можуть одразу увімкнутися безліч когнітивних процесів, оскільки людина розуміє, що вступає у взаємодію з розумом іншої особистості.
Усвідомлення того, що певна людина стає предметом дії іншого розуму, може дуже відвертати її увагу.
Під час одного дослідження, проведеного японськими науковцями, учасники гірше виконували тестові завдання, коли відчували на собі пильний сторонній погляд іншої людини.
Поширено український вислів «Про людське око» — тобто заради пристойності, для порядку.

#### Лімбальне кільце

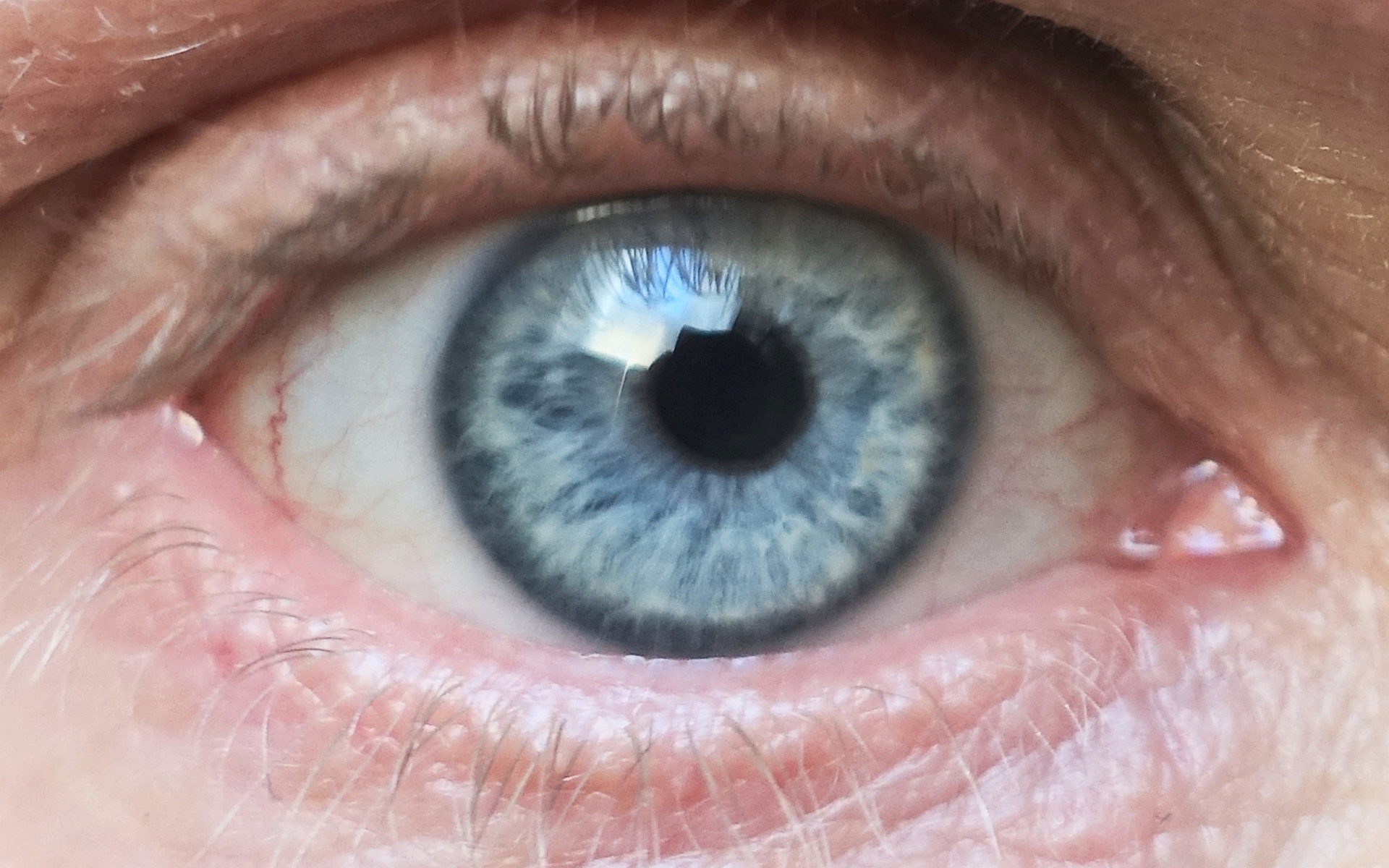
Виражене лімбальне кільце

Лімбальне кільце — це темне коло навколо райдужної оболонки ока, де склера зустрічається з рогівкою. Це прояв темного кольору лімба рогівки, внаслідок оптичних властивостей цієї області. На зовнішній вигляд і видимість лімбального кільця, можуть негативно вплинути різноманітні захворювання периферичної рогівки. Було припущено, що товщина лімбального кільця, може відповідати здоров’ю або молодості та здатна сприяти привабливості обличчя. Деякі контактні лінзи забарвлені так, щоби наслідувати у людини лімбальні кільця.

#### Вікова рогівкова дуга

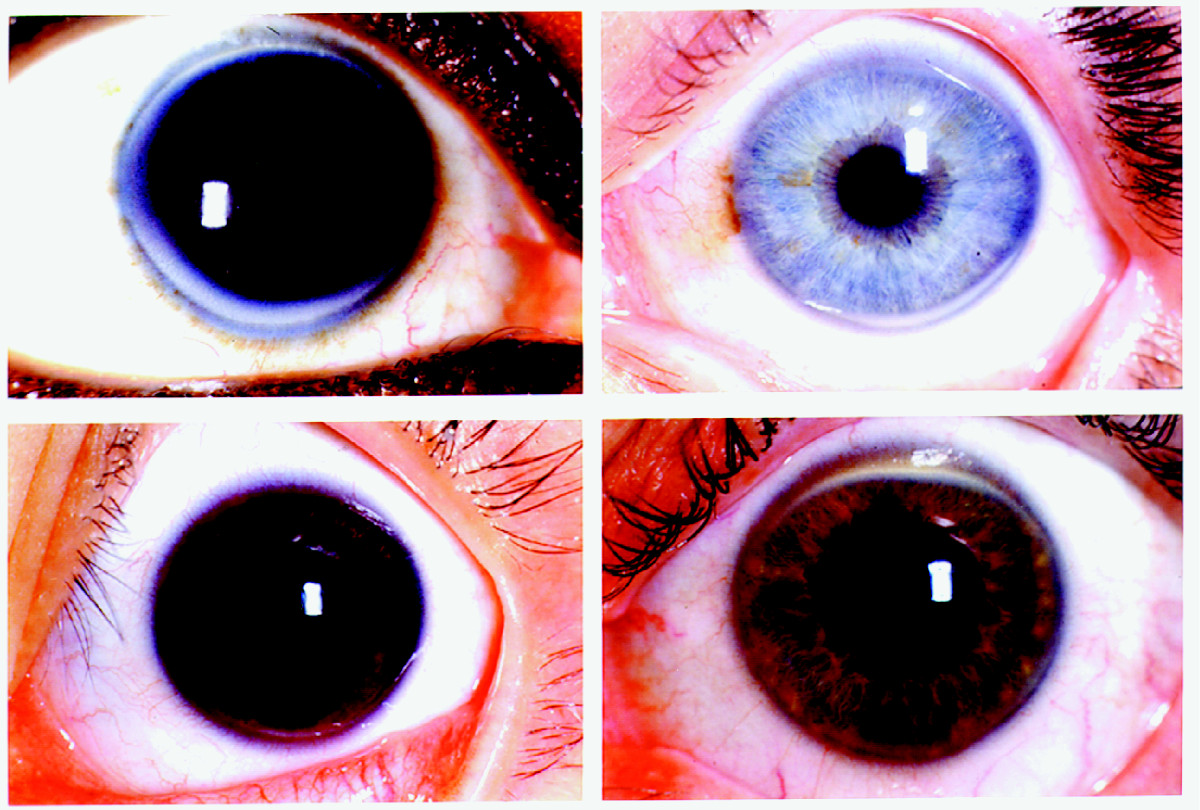
Чотири приклади рогівкових дуг.

Зазвичай це спричинено відкладеннями холестеролу, отже це може бути ознакою високого рівня холестерину. Це найпоширеніше периферичне помутніння рогівки, яке зазвичай зустрічається у людей похилого віку, де воно вважається доброякісним станом. Якщо рогівкову дугу виявляють у пацієнтів віком до 50 років, це називають arcus juvenilis. Виявлення arcus juvenilis у поєднанні з гіперліпідемією у молодих чоловіків, підвищує ризик серцево-судинних захворювань.

#### Колір
Колір очей і колірне сприйняття, є чудовими прикладами для використання під час викладання генетики, оскільки вони охоплюють не просто основну менделівську генетику домінантних, рецесивних і пов'язаних з Х-хромосомою розладів, а й багато нових концепцій, як-от неалельні захворювання, полігенні захворювання, фенокопії, загально-геномне дослідження асоціацій (GWAS), ефекти засновника, взаємодія генів і середовища, еволюційні рушії для варіацій, варіація кількості копій, видалення вставок, метилювання та інактивація генів. Окрім генетики, сприйняття кольору стосується концепцій, пов’язаних із оптикою, фізикою, фізіологією та психологією, і може захопити уяву населення, як-от у таких телешоу, як «Гра престолів», де приділяється значна увага кольору очей персонажів, а також їхнім люто-вовкам і драконам.
Колір очей, а точніше колір райдужної оболонки, часто використовується як приклад для вивчення менделівської генетики, де карий колір є панівним, а блакитний — рецесивним. Водночас, існують перешкоди з узгодженістю опису кольорів у різних мовах і культурах.
Як відомо, будь-який бажаний відтінок світла можна створити, якщо поєднати різні кількості трьох основних кольорів світла (червоного, зеленого та синього (RGB)) шляхом додавання чи віднімання.
Колір очей також є чинником ризику захворювання очей; однак дослідники можуть зробити цікаві асоціації, які більше пов’язані з поведінкою, ніж з генетикою, наприклад, ген блакитних очей є поширеним у людей, які погано користуються паличками для їжі.
Основним барвником ока є темно-коричневий меланін, тоді як розсіювання світла від колагенових волокон у склері робить його білим, а гемоглобін у кровоносних судинах виглядає червоним. Отже пояснення того, чому деякі очі блакитні, таке ж, як і те, чому небо блакитне — явище, відоме як ефект Тіндаля. Світло розсіюється частинками в атмосфері (або непрозорими шарами райдужної оболонки), водночас синій розсіюється більше, ніж червоний.
Кілька захворювань пов’язані з втратою забарвлення очей (крім вікових змін), що найбільш очевидно, коли уражене лише одне око. Зміни кольору райдужної оболонки, можуть вказувати на ознаки такої патології, як нейрофіброматоз, синдром Дауна, простий герпес, дисперсія пігменту, альбінізм або первинні меланоцитарні пухлини райдужної оболонки. Синдром Горнера виникає при пошкодженні симпатичного нерва в оці без пігменту, меншої зіниці та опущеної повіки. Пошкодження очей, можуть вплинути на розширення зіниці та забарвлення райдужної оболонки.

## Основні вади і захворювання ока

### Сліпота
Повна або дуже значна втрата зору називається сліпотою. Сліпа людина не в змозі сприймати обрис предметів, хоча вона може зберігати деяку спроможність, яка дозволяє їм розрізняти світло та темряву.
Визначення юридичної сліпоти відрізняється від попереднього, оскільки воно використовується для різних правових питань, пов’язаних з відшкодуванням, соціальними виплатами або приналежністю до організацій для сліпих. Юридична сліпота не має єдиного визначення, оскільки залежить від законодавства кожної країни. У західних країнах особа, яка має гостроту зору менше ніж 0,1 (1 є нормою) або значно ослаблене поле зору менше ніж 10 градусів, зазвичай вважається юридично сліпою. Тож, всупереч тому, що багато хто вважає, люди з юридичною сліпотою можуть зберігати зорові залишки, які дозволяють їм виконувати деякі повсякденні дії без допомоги.
Згідно з даними ВООЗ, у світі налічується 45 мільйонів сліпих людей, більшість з котрих проживає в країнах, що розвиваються. У всьому світі основними причинами сліпоти є: катаракта (48%), глаукома (12%), вікова дегенерація жовтої плями (9%), помутніння рогівки (5%), діабетична ретинопатія (5%), різні захворювання згруповані як дитяча сліпота (3,9%) і трахома (3,6%). Багато з цих захворювань чудово піддаються лікуванню, через це в розвинених країнах, основними причинами сліпоти залишаються: діабетична ретинопатія, вікова дегенерація жовтої плями, глаукома та нещасні випадки.

### Короткозорість

Короткозорість та її корекція розсіювальною лінзою

Короткозорість (міопія) — це вада ока, за якої фокусна точка утворюється перед сітківкою, а не на самій сітківці, як це було б зазвичай.
Це порушення викликає складнощі з оглядом здалеку. Особа буде погано бачити весь той предмет, що розташований на певній відстані.
Найбільш частою причиною міопії є збільшення передньозаднього діаметра очного яблука. Це також може бути пов’язано зі збільшенням заломлювальної здатності кришталика або збільшенням кривини рогівки, як це відбувається у разі кератоконусу. Лікується за допомогою коригувальних окулярів, контактних лінз, лазерної хірургії (LASIK, PRK) або встановлення інтраокулярних лінз.

### Далекозорість

Далекозорість та її виправлення збиральною лінзою

Далекозорість, це вада ока, за якої промені світла, що падають на нього з нескінченності, утворюють фокус в точці, розташованій позаду сітківки. Отже, це вада заломлення, зворотна короткозорості.
На відміну від міопії, вона не посилюється і зазвичай не викликає ускладнень. Діти, уражені далекозорістю, зазвичай не мають порушення гостроти зору, а швидше головний біль чи втому, пов’язану з постійними зусиллями акомодації, які циліарний м’яз повинен докладати для досягнення правильного фокусування. У дорослих зазвичай спостерігається нестача зору поблизу, а з роками може погіршитися зір удалину. Лікується за допомогою коригувальних окулярів.

### Астигматизм
Це помилка заломлення, яка виникає через те, що між двома очними меридіанами існує різна заломлювальна здатність, отже, об’єкти перебувають поза фокусом. Це, здебільшого, викликано неправильною кривиною передньої частини рогівки так, що заломлення вертикального меридіана відрізняється від рефракції горизонтального. Лікується за допомогою окулярів з коригувальними лінзами.

### Пресбіопія

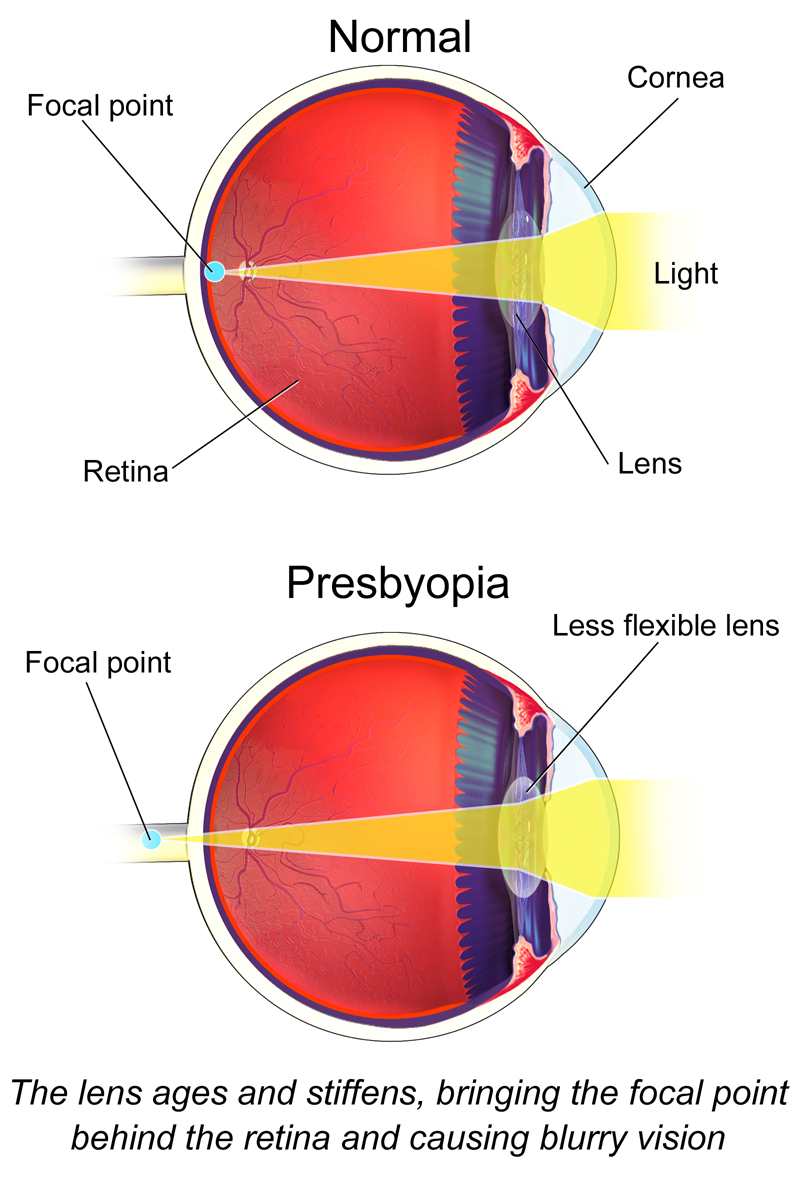
З роками кришталик втрачає пружність, отже й, здатність до вигину.

Пресбіопія, яку також називають втомленим зором, починається приблизно у віці 40 років і досягає свого найбільшого розвитку після 60 років. Вона розвивається з постійно збільшуваної та поступової втрати еластичності кришталика, що проявляється ускладненим чітким баченням предметів поблизу. Людині з пресбіопією потрібно відсунути текст від очей більше ніж на 33 см, щоби мати можливість читати. На такій відстані багато символів нечітко розрізняються.
Світло від далекого і близького предмета падає в одну і ту ж точку сітківки, завдяки швидкій зміні кривини кришталика (акомодації). Для того, щоби відбиток об’єкта, який спостерігається зблизька, був чітким, кришталик мусить викривитися так, щоби промені світла могли сходитися і фокусуватися безпосередньо на сітківці. 
Інакше — щоби забезпечити гарне бачення навколишніх предметів, кришталик повинен змінити форму і стати більш округлим, аби збільшити свою заломлювальну силу. Коли ви більше не можете це робити, ваш зір поблизу стає розмитим. Однак бачення удалину все ще хороше.
Це можна виправити за допомогою офтальмологічних лінз, які виконують роботу зі зведення зображень так само, як раніше це робили власне очі.
Якщо додається інша вада із зором, наприклад короткозорість, можна використовувати біфокальні або мультифокальні лінзи, які дозволяють правильно бачити на різних відстанях, наприклад, переглядати монітор і текст ближче.

### Дальтонізм
Дальтонізм, це ще одна вада зору. Людині, яка страждає від нього, важко розрізнити червоний і зелений, хоча є випадки, коли також важко розрізнити й інші кольори. Коли порушення зору полягає в неможливості розрізнити всі кольори, це не колірна сліпота, а інший більш серйозний розлад, який називається ахроматопсія.
Дальтонізм набагато частіше зустрічається у чоловіків, ніж у жінок, і є спадковим. Зазвичай це не викликає інших розладів, хоча є перешкодою в деяких професіях, які вимагають правильного кольорового зору.

### Катаракта
Катаракта, це помутніння кришталика ока, який втрачає свою звичайну прозорість. Як 

Катаракта, яка відзначається втратою прозорості кришталика

наслідок, світло важко проникає в око, що спричинює постійно збільшувану втрату зору, котра може стати повною, якщо не проводити відповідне лікування. Воно полягає в хірургічному втручанні, за допомогою якого кришталик видаляють і на його місце встановлюють інтраокулярну лінзу.
Катаракта, переважно, є дегенеративною і з’являється дуже часто у людей старше 50 років, хоча є рідкісніші форми, які є вродженими (присутні при народженні), деякі з яких пов’язані з захворюванням матері на краснуху під час вагітності.
Згідно з даними Всесвітньої організації охорони здоров’я, катаракта є причиною 48% випадків сліпоти у всьому світі, що становить 18 мільйонів людей.

### Кон'юнктивіт
Кон'юнктивіт, це запалення кон'юнктиви (слизова оболонка, яка вистилає внутрішню частину повік

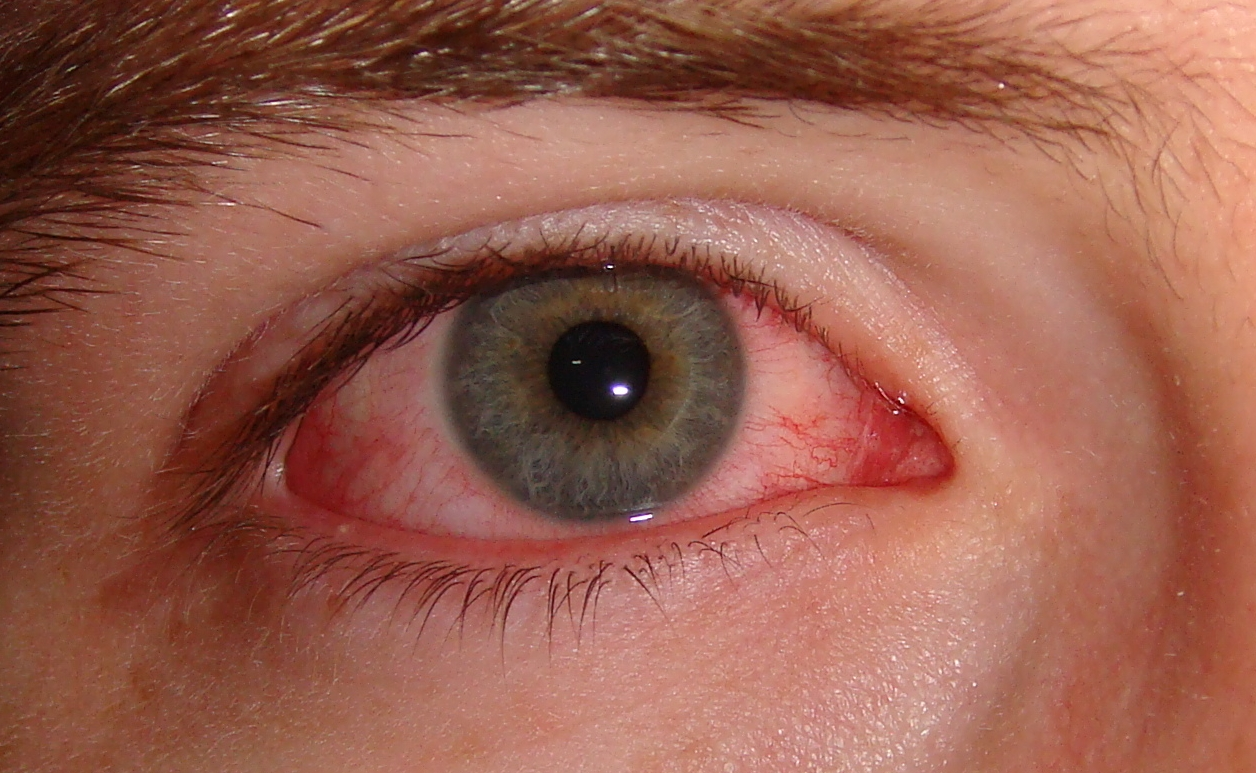
Кон'юнктивіт

хребетних і поширюється на передню частину ока). Воно може бути викликане багатьма причинами, серед яких найчастішою є інфекційна; можуть бути залучені різні віруси та бактерії. Розрізняють також кон'юнктивіти алергічного походження, викликані токсичними подразниками і актинічні під дією світла або ультрафіолетового випромінювання.
У всіх випадках присутні деякі загальні прояви: почервоніння, світлобоязнь і сльозотеча. Однак інші симптоми залежать від причини: ранкові виділення у бактеріальних випадках, збільшення лімфовузлів у вірусних випадках, сезонний свербіж у разі алергії тощо. Тривалість картини змінюється залежно від походження.
Загалом це доброякісні процеси, хоча деякі форми можуть призвести до ускладнень, таких як кератит (запалення рогівки), які іноді є серйозними.

### Глаукома
Глаукома, це захворювання очей, викликане підвищенням внутрішньоочного тиску в оку. Внутрішньоочний тиск визначається рівновагою між утворенням і реабсорбцією водянистої вологи. Якщо канал, крізь який відтікає водяниста волога, закупорюється, рідина не виводиться, а внутрішньоочний тиск надмірно підвищується. Це стан, який може бути загрозливим і спричинити повну втрату зору. Є багато протипоказаних ліків під час глаукоми.

### Косоокість
Докладніше: Косоокість

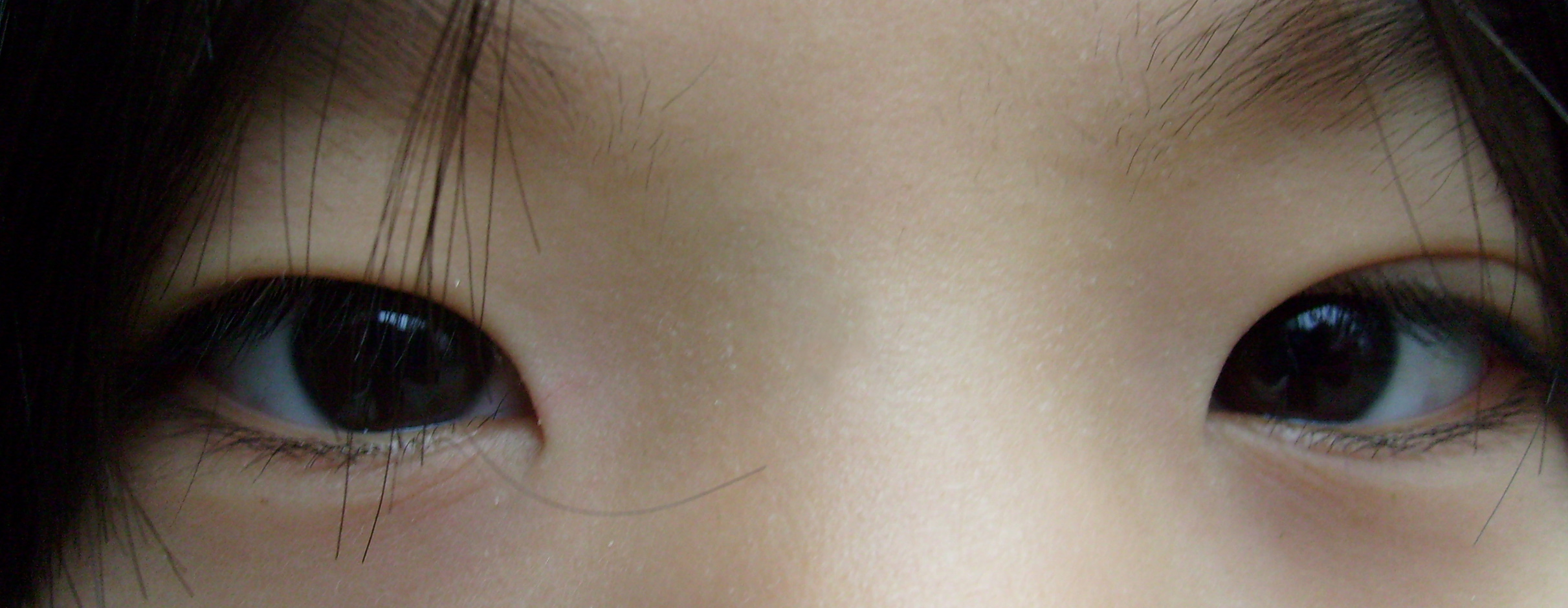
Оманлива косоокість з вираженим медіальним епікантусом

Косоокість стосується дисбалансу зовнішніх м’язів ока. Полягає в неправильному розташуванні очей одне до одного. Існують форми косоокості, які зазвичай не є патологічними, а лише вираженням варіанту норми і являють собою суто фізіологічне відхилення від зразкової форми. Однак більшість видів косоокості є серйозним станом із значними функціональними порушеннями зору й як такі, виходять за межі суто косметичної проблеми. Вони можуть бути вродженими, набутими внаслідок нещасного випадку або викликаними іншими захворюваннями (наприклад, альбінізмом або інсультом). Особливо у разі ранньої дитячої та вродженої косоокості, якомога раніший початок лікування та його послідовність, є важливою передумовою для покращення або навіть одужання.

### Ячмінь
Докладніше: Ячмінь (хвороба)
Ячмінь, є бактеріальною інфекцією сальної залози повіки. Це призводить до появи червоного 

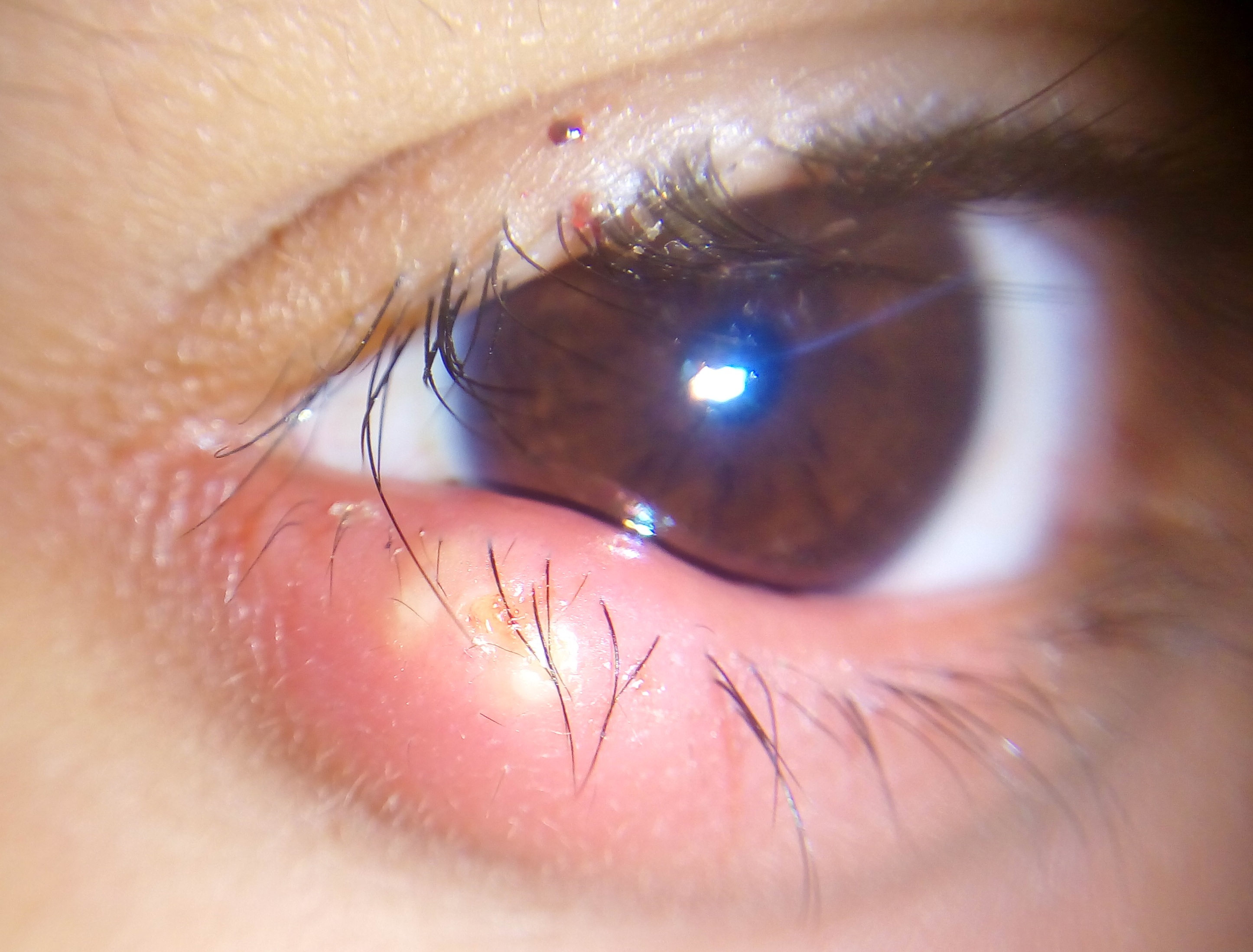
Хлопчик 8 років із зовнішнім ячменем нижньої повіки

хворобливого горбка на краю повіки. Може бути вражена зовнішня або внутрішня частина повіки. Причиною ячменю зазвичай, є бактеріальна інфекція стафілокок золотистий. Внутрішні, пов’язані з інфекцією мейбомієвої залози, а зовнішні – через інфекцію залози Цейса. Водночас, халазіон – це заблокована мейбомієва залоза без інфекції. Халазіон зазвичай міститься всередині повіки і не болить. Часто ячмінь зникає без будь-якого особливого лікування за кілька днів чи тижнів. Порадами щодо пришвидшення покращення, є теплі компреси. Інколи може бути рекомендована очна мазь з антибіотиками. Попри те, що ці заходи часто радять, існує мало доказів користі їх застосування для лікування внутрішнього ячменю. Частота появи ячменю невідома, водночас він може виникнути за будь-якого віку.

### Пігментний ретиніт
Докладніше: Пігментний ретиніт

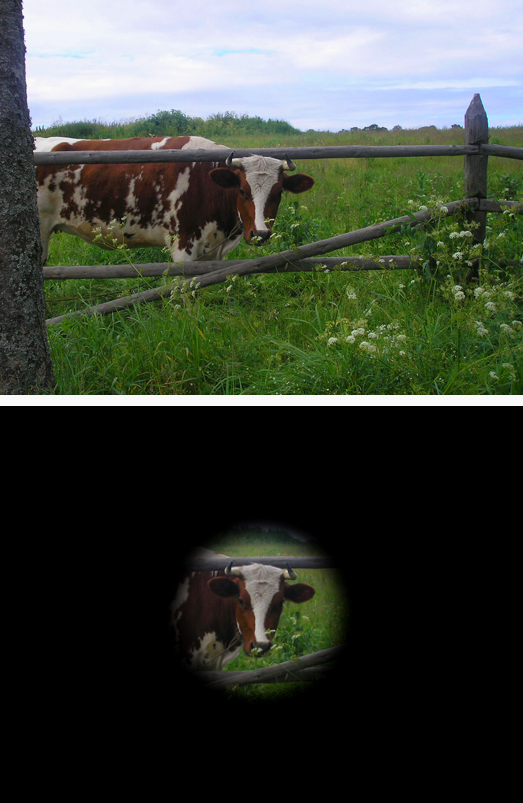
Тунельний зір

Пігментний ретиніт (ПЗ) — генетичне захворювання очей, яке спричинює втрату зору. Ознаками його, є порушення зору вночі та зниження периферійного зору (бокового, верхнього чи нижнього поля зору). Оскільки просторовий зір погіршується, люди з часом можуть набути «тунельне (вузькоспрямоване) бачення». Повна сліпота зустрічається зрідка. Поява ознак хвороби відбувається, зазвичай поступово і часто починається в дитинстві. Здебільшого, успадковується від одного чи обох батьків або інколи може бути спричинений неправильним кодуванням під час поділу ДНК. Станом на 2010-і, не існувало ліків від пігментного ретиніту. Зусилля для полегшення такого розладу, можуть передбачати використання допоміжних засобів для слабкого зору, місцевого освітлення, а також навчання, як давати собі раду у просторі та рухатися. Добавки пальмітату вітаміну А, можуть бути корисними для уповільнення погіршення стану хвороби.

### Ретинопатія
Докладніше: Ретинопатія
Ретинопатія — термін, який стосується всіх захворювань, котрі вражають сітківку ока. Іноді його використовують на відміну від назви ретиніт для позначення тих хвороб ока, які не є інфекційними за своєю природою. 
У недоношених немовлят ретинопатія виникає внаслідок впливу повітря, надто багатого на кисень.